# Roel Smit (illustrator)
Roel Smit (Santpoort, 26 september 1967) is een Nederlands illustrator, striptekenaar en zanger.

## Loopbaan
Hij tekende onder meer mee aan de kettingstrip Tussen de Rails, waaraan ook onder andere Lian Ong en Bert van der Meij een bijdrage leverden. Stripwerk van hem verscheen ook in Zone 5300 en enige jaren in het stripblad Incognito de serie Incognito-funnies en hij publiceerde het boek Het Geheim van de Ruïne. Smit is tevens zanger van de punkband Human Alert. De meeste cd-hoesjes van deze band zijn ook door hem geïllustreerd. Roel Smit werkte als illustrator voor dagblad Trouw, het Parool, Nieuwe Revu, de VARA, het platenlabel Epitaph Records, VPRO televisie (de animatieserie 'Konijn'), Stream magazine, uitgeverij Bekadidact en een aantal bands. Het meest bekend is hij als illustrator van de covers van de vier keer per jaar verschijnende catalogus van Large popmerchandising. In juni 2008 verscheen tijdens de Haarlemse stripdagen zijn boek 'Rock'n'Roel', een verzameling van al zijn muziek-gerelateerd werk.
Op de Stripdagen  2002 had hij een uitgebreide expositie.
Het affiche voor De Stripdagen 2008 is ook van zijn hand, evenals het Stripbier.
De stijl van Smit is beïnvloed door underground-tekenaar Peter Pontiac, maar iets vriendelijker en toegankelijker van aard.